# Satellite Awards 2006
11. ročník udílení Satellite Awards se konal dne 18. prosince 2006. Nejvíce cen získaly filmy Skrytá identita a Dreamgirls, celkově 4. Nejvíce nominací získal film Dreamgirls, celkem 11. Nejvíce cen získaly seriály Dr. House, Vražda je tak snadná a Ošklivka Betty, shodně po 2.

## Nominace a vítězové

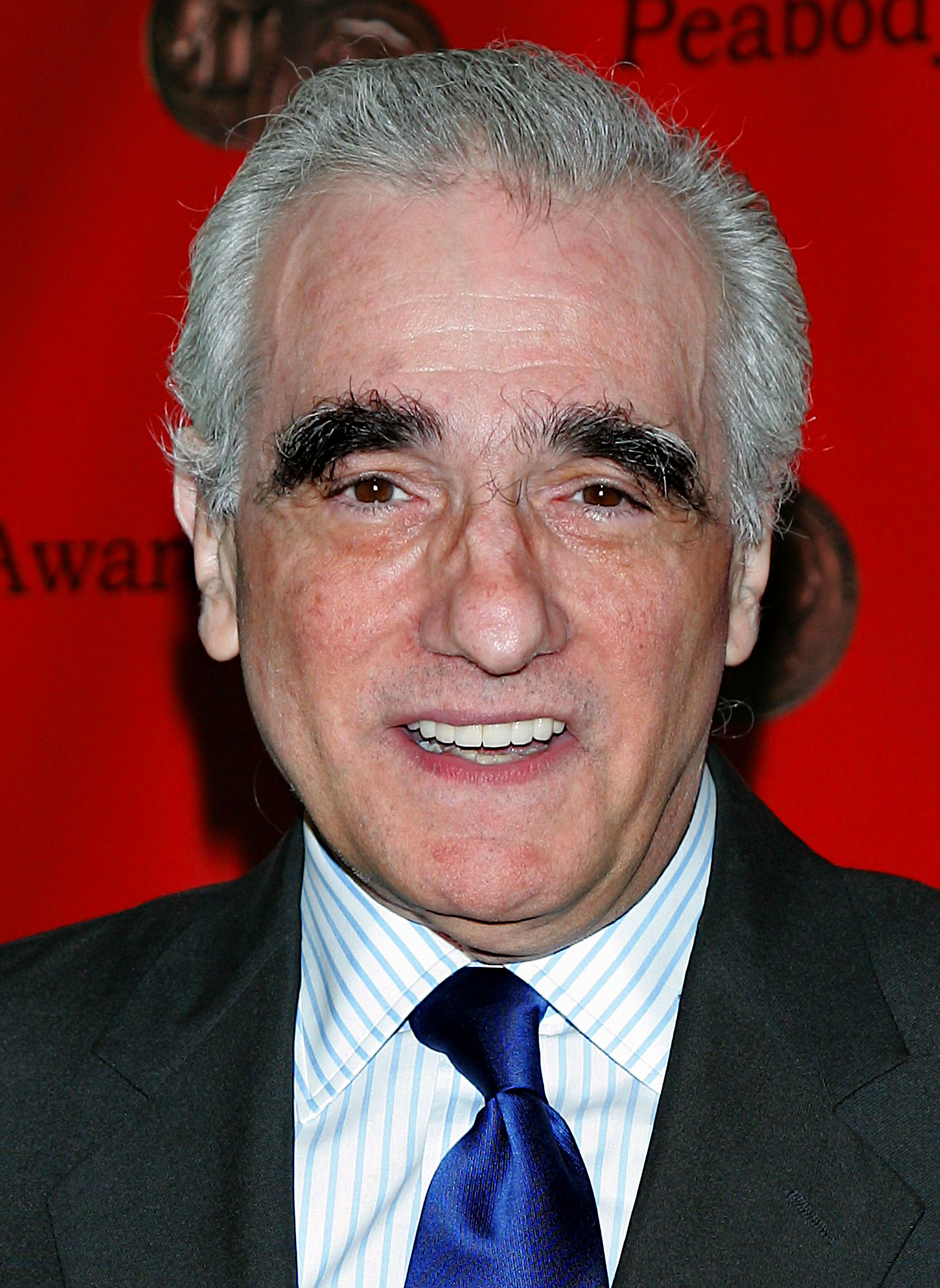
Martin Scorsese, vítěz Oscara pro nejlepší režii

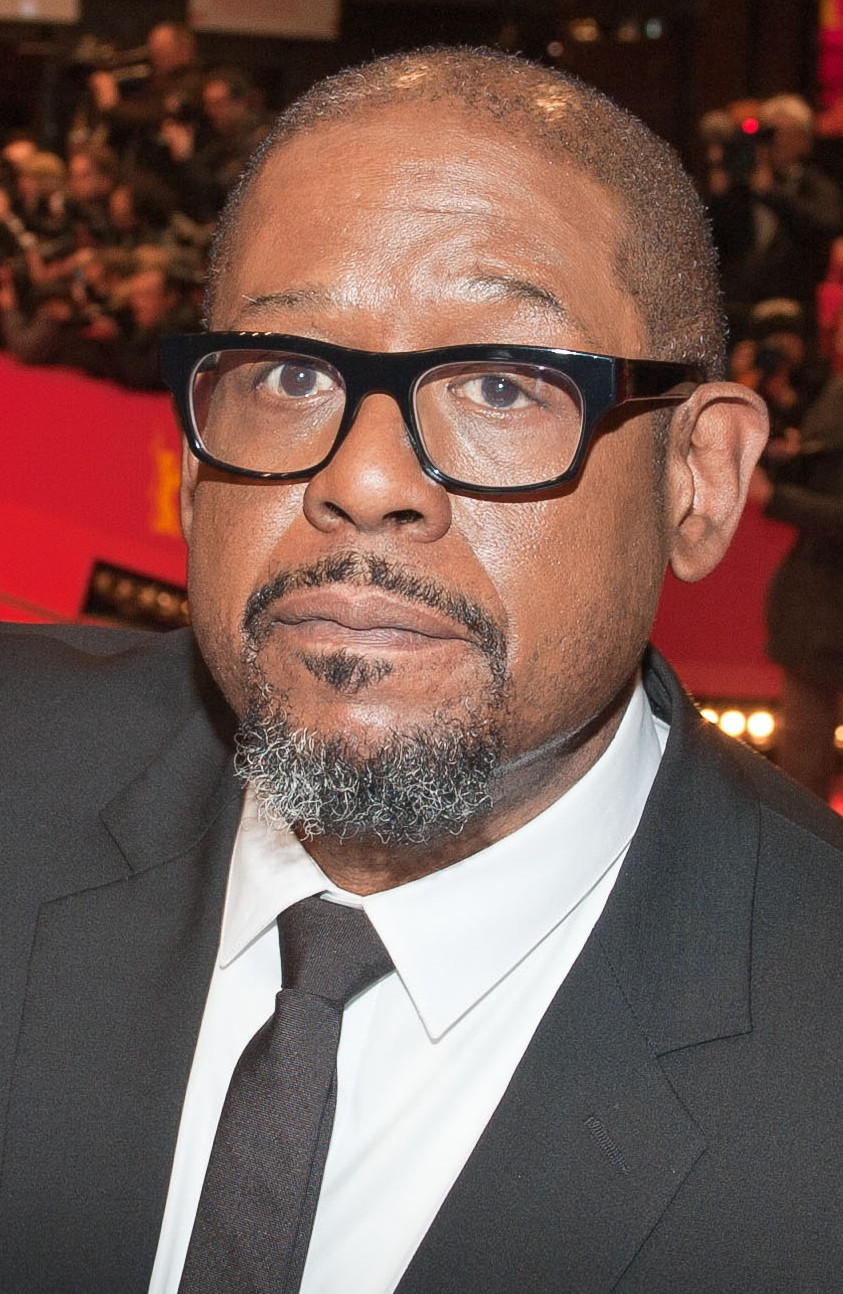
Forest Whitaker, nejlepší herečka ve vedlejší roli (drama)

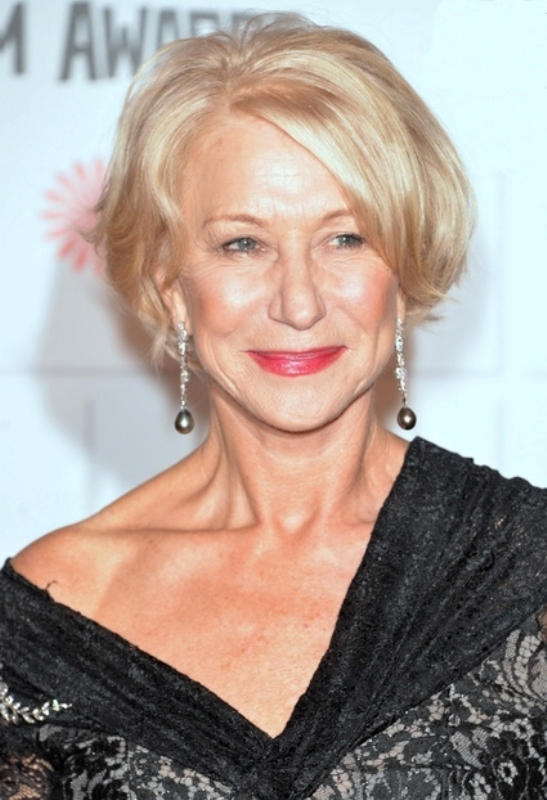
Helen Mirren, nejlepší herečka v hlavní roli (drama)

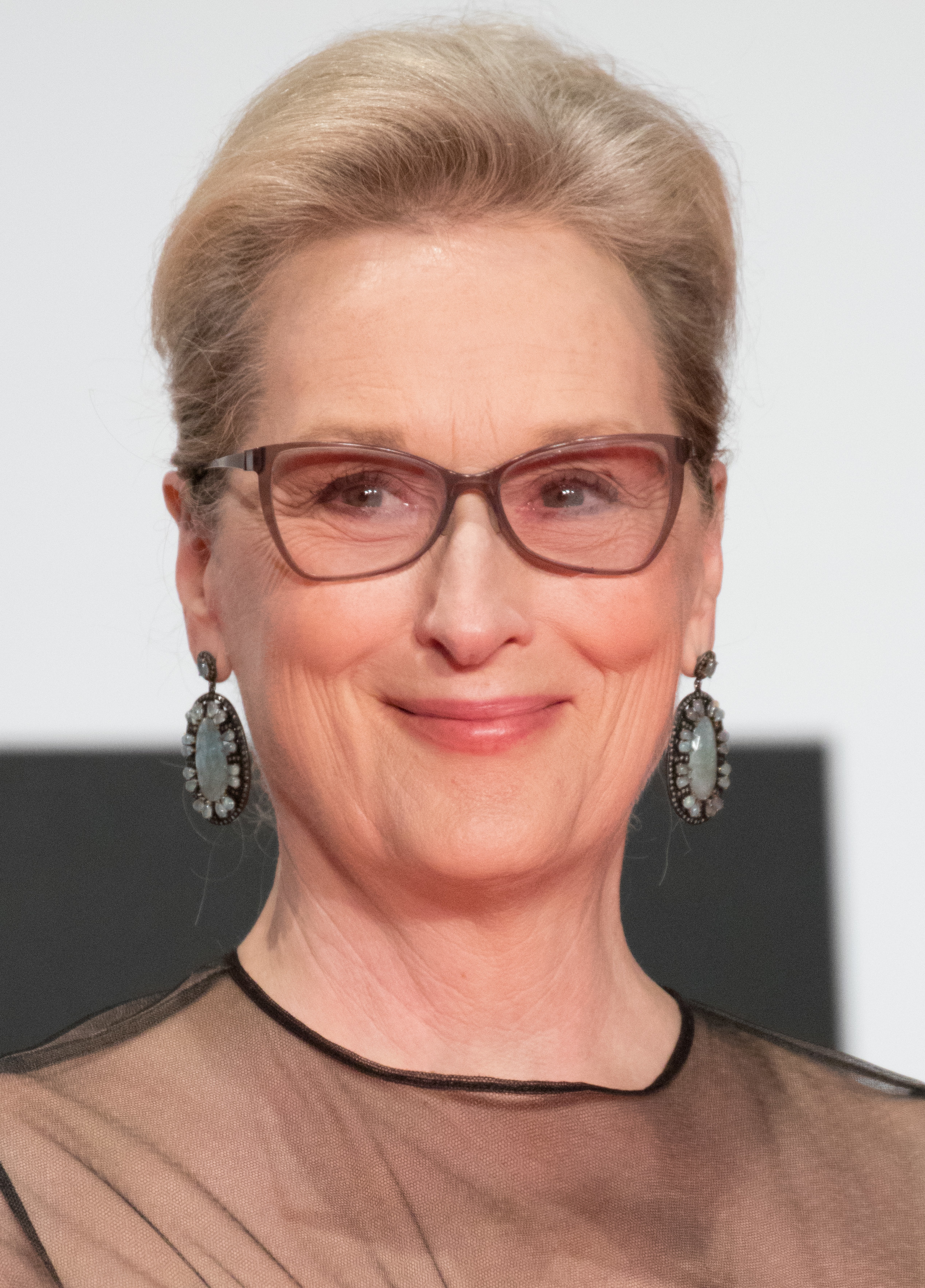
Meryl Streep, nejlepší herečka v hlavní roli (muzikál/komedie)

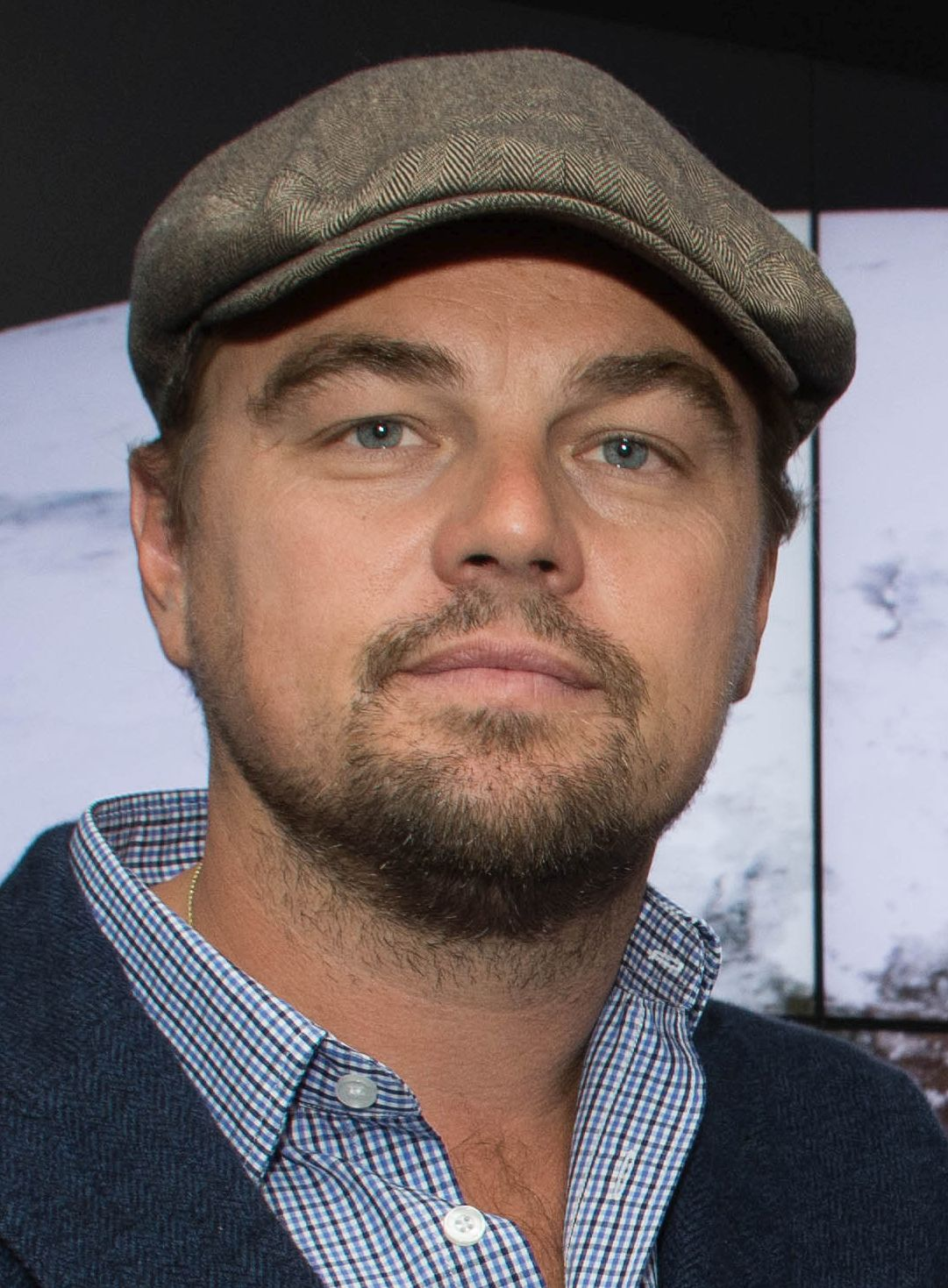
Leonardo DiCaprio, nejlepší herecve vedlejší roli

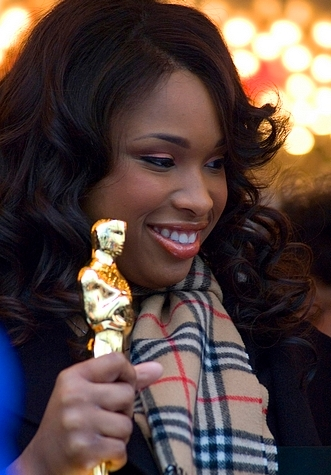
Jennifer Hudson, nejlepší herečka ve vedlejší roli

### Speciální ocenění
- Auter Award – Robert Altman
- Mary Pickford Award: Martin Landau
- Nikola Tesla Award: Richard Donner
- Nejlepší hostující hvězda: Jerry Lewis – Zákon a pořádek: Útvar pro zvláštní oběti

### Film
| Nejlepší film (drama) | Nejlepší film (muzikál/komedie) |
| --- | --- |
| Skrytá identita - Babel - Vlajky našich otců - Half Nelson - Poslední skotský král - Jako malé děti - Královna | Dreamgirls - Ďábel nosí Pradu - Malá Miss Sunshine - Horší už to nebude - Děkujeme že kouříte - Venuše |
| Nejlepší obsazení | Nejlepší režie |
| Skrytá identita | Bill Condon – Dreamgirls a Clint Eastwood – Vlajky našich otců (remíza) - Pedro Almodóvar – Volver - Stephen Frears – Královna - Alejandro González Iñárritu – Babel - Martin Scorsese – Skrytá identita |
| Nejlepší herec v hlavní roli (drama) | Nejlepší herečka v hlavní roli (drama) |
| Forest Whitaker jako Idi Amin – Poslední skotský král - Leonardo DiCaprio jako Danny Archer – Krvavý diamant - Ryan Gosling jako Dan Dunne – Half Nelson - Joshua Jackson jako Duncan – Severní polární záře - Derek Luke jako Patrick Chamusso – Dotkni se ohně - Patrick Wilson jako Brad Adamson – Jako malé děti | Helen Mirren jako Alžběta II. – Královna - Penélope Cruz jako Raimunda – Volver - Judi Dench jako Barbara Covett – Zápisky o skandálu - Maggie Gyllenhaal jako Sherry Swansondans – Sherrybaby - Gretchen Mol jako Bettie Pagedans –Ta známá Bettie Page - Kate Winslet jako Sarah Pierce – Jako malé děti                                               |
| Nejlepší herec v hlavní roli (muzikál/komedie) | Nejlepší herečka v hlavní roli (muzikál/komedie) |
| Joseph Cross jako Augusten Burroughs – Hlava nehlava - Sacha Baron Cohen jako Borat Sagdiyev – Borat - Aaron Eckhart jako Nic Naylor – Děkujeme, že kouříte - Will Ferrell jako Harold Crick – Horší už to nebude - Peter O'Toole jako Maurice – Venuše                                                              | Meryl Streep jako Miranda Priestly – Ďábel nosí Pradu - Annette Bening jako Deidre Burroughs – Hlava nehlava - Beyoncé jako Deena Jones – Dreamgirls - Toni Collette jako Sheryl Hoover – Malá Miss Sunshine - Julie Waltersová jako Evie Walton – Lekce řízení - Jodie Whittaker jako Jessie – Venuše                                                   |
| Nejlepší herec ve vedlejší roli | Nejlepší herečka ve vedlejší roli |
| Leonardo DiCaprio jako Billy Costigan – Skrytá identita - Alan Arkin jako Edwin Hoover – Malá Miss Sunshine - Adam Beach – Vlajky našich otců - Jack Nicholson – Skrytá identita - Brad Pitt jako Richard Jones – Babel - Donald Sutherland jako Ronald Shorter – Severní polární záře                               | Jennifer Hudson jako Effie White – Dreamgirls - Cate Blanchett jako Bathsheba Hart – Zápisky o skandálu - Abigail Breslin jako Olive Hoover – Malá Miss Sunshine - Blythe Danner jako Anna – Poslední polibek - Rinko Kikuchi jako Chieko Wataya – Babel - Lily Tomlin jako Rhonda Jonson – Zítra nehrajeme!                                             |
| Nejlepší původní scénář | Nejlepší adaptovaný scénář |
| Královna – Peter Morgan - Babel – Guillermo Arriaga a Alejandro González Iñárritu - Časy se mění – Pascal Bonitzer, Laurent Guyot a André Téchiné - Dům v písčinách – Luiz Carlos Barreto, Elena Soarez a Andrucha Waddington - Volver – Pedro Almodóvar - Zvedá se vítr – Paul Laverty                              | Skrytá identita – William Monahan - Dreamgirls – Bill Condon - Vlajky našich otců – William Broyles Jr. a Paul Haggis - Jako malé děti – Todd Field a Tom Perotta - Děkujeme, že kouříte – Jason Reitman |
| Nejlepší skladatel | Nejlepší původní píseň |
| Babel – Gustavo Santaolalla - Zmizení – Nathan Johnson - Šifra mistra Leonarda – Hans Zimmer - Vlajky našich otců – Clint Eastwood - Životy těch druhých – Gabriel Yared - Zápisky o skandálu – Philip Glass | „You Know My Name“ – Chris Cornell – Casino Royale - „Listen“ – Dreamgirls – Henry Krieger a Beyoncé - „Love You I Do“ – Dreamgirls – Henry Krieger a Siedah Garrett - „Never Let Go“ – Zachranáři – Bryan Adams, Trevor Rabin a Eliot Kennedy - „Till the End of Time“ – Malá Miss Sunshine – DeVotchKa - „Upside Down“ – Zvědavý George – Jack Johnson |
| Nejlepší film (animovaný nebo mix médií) | Nejlepší cizojazyčný film |
| Faunův labyrint - Auta - Spláchnutej - Happy Feet - Doba ledová 2: Obleva | Volver, (Španělsko) - Apocalypto (USA) - Časy se mění (Francie) - Životy těch druhých (Německo) - Syrská nevěsta (Izrael) - Voda (Indie) |
| Nejlepší dokument | Nejlepší kamera |
| Zbav nás všeho zlého - Nepříjemná pravda - Jonestown – Život a smrt v Chrámu lidu - Leonard Cohen: I'm Your Man - USA versus John Lennon - The War Tapes | Vlajky našich otců – Tom Stern - Černá Dahlia – Vilmos Zsigmond - Kletba zlatého květu – Xiaoding Zhao - Fontána – Matthew Libatique - Dobrý ročník – Philippe Le Sourd - Dům z písku a mlhy - X-Men: Poslední vzdor – Dante Spinotti |
| Nejlepší vizuální efekty | Nejlepší výprava |
| Piráti z Karibiku: Truhla mrtvého muže - Šifra mistra Leonarda - Vlajky našich otců - Fontána - Faunův labyrint - V jako Vendeta - X-Men: Poslední vzdor | Vlajky našich otců - Dreamgirls - Marie Antoinetta - Faunův labyrint – Eugenio Caballero a Pilar Revuelta - V jako Vendeta |
| Nejlepší střih | Nejlepší zvuk |
| X-Men: Poslední vzdor – Mark Helfrich, Mark Goldblatt a Julia Wong - Babel – Douglas Crise a Stephen Mirrione - Dreamgirls – Virginia Katz - Vlajky našich otců – Joel Cox - Miami Vice – William Goldenberg a Paul Rubell                                                                                           | Dreamgirls - Babel - Šifra mistra Leonarda - Vlajky našich otců - X-Men: Poslední vzdor |
| Nejlepší kostýmy | |
| Ďábel nosí Pradu – Patricia Field - Černá Dahlia - Dreamgirls – Sharen Davis - Kletba zlatého květu – Chung Man Yee - Marie Antoinetta – Milena Canonero | |

### Televize
| Nejlepší seriál (drama) | Nejlepší seriál (muzikál nebo komedie) |
| --- | --- |
| Dr. House - 24 hodin - Dexter - Hrdinové - Zachraň mě - The Wire – Špína Baltimoru | Ošklivka Betty - The Colbert Report - Vincentův svět - Everybody Hates Chris - Kancl |
| Nejlepší minisérie | Nejlepší obsazení |
| To the Ends of the Earth - Ponurý dům - Casanova - Královna Alžběta - Povolání: Zloděj | Chirurgové |
| Nejlepší herec (drama) | Nejlepší herečka (drama/žánr) |

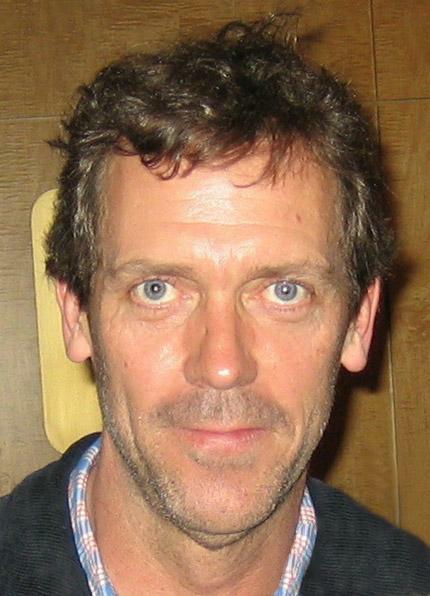
Hugh Laurie, nejlepší herec v hlavní roli (drama)

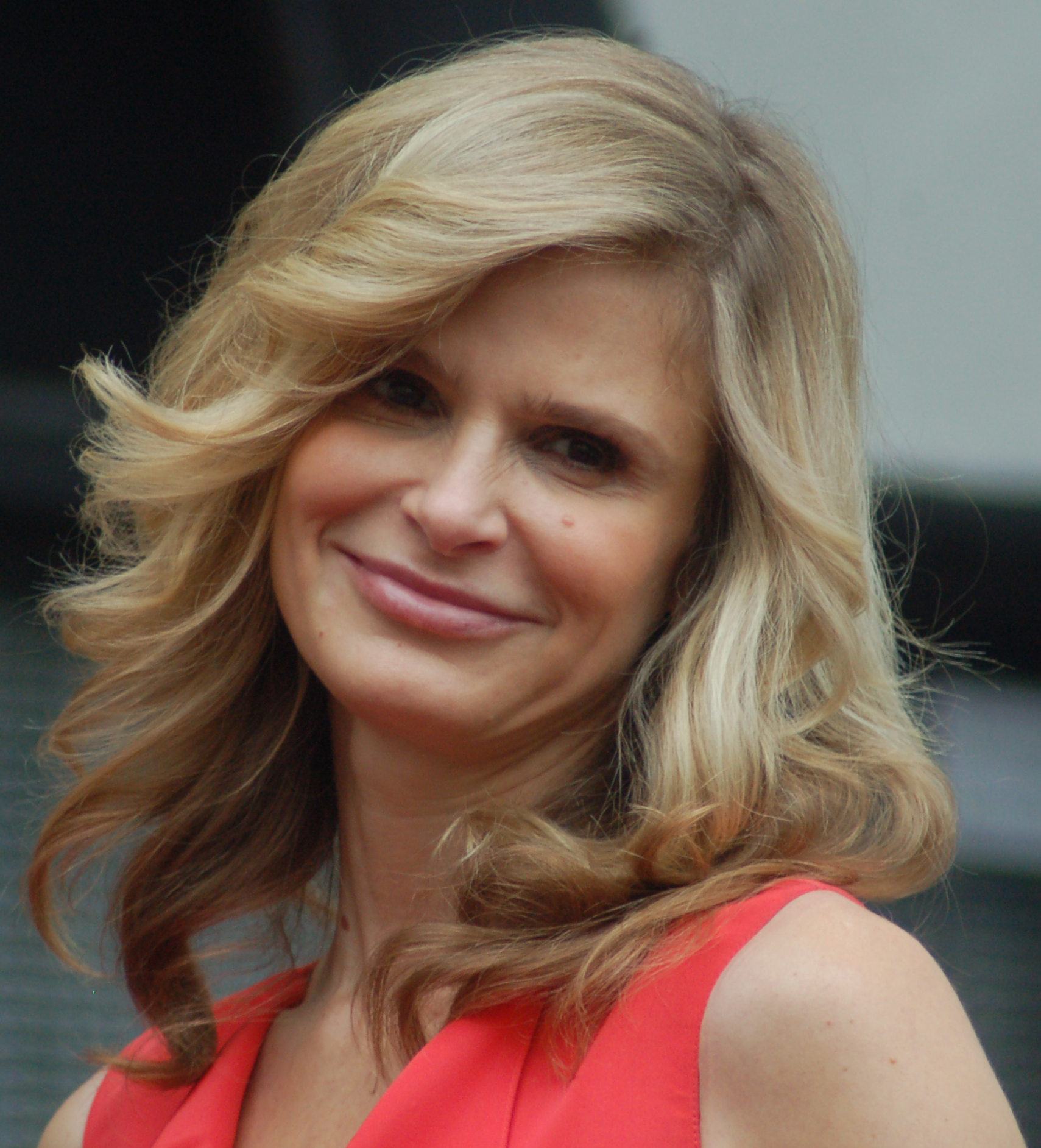
Kyra Sedwick, nejlepší herečka v hlavní roli (drama)

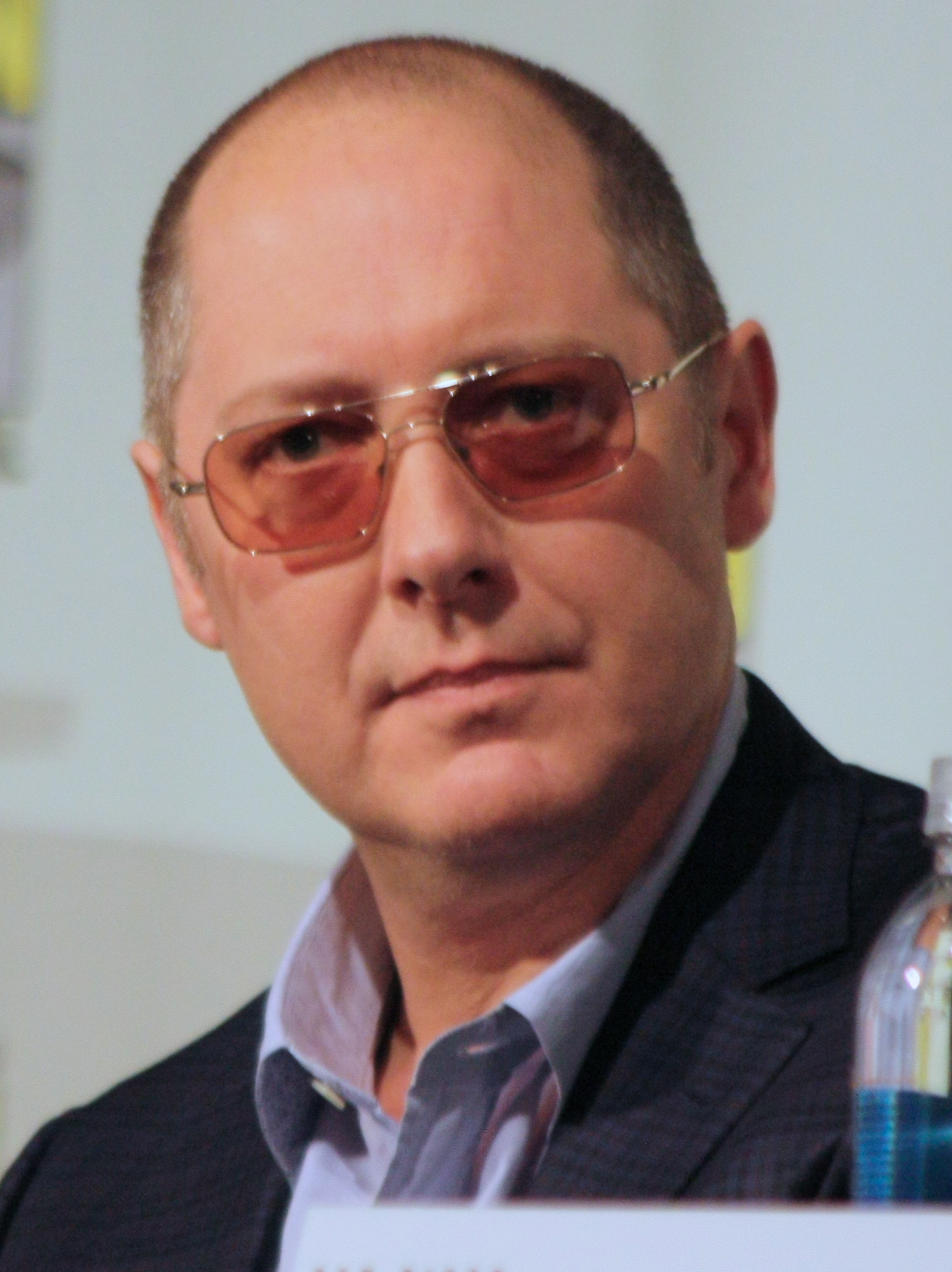
James Spader, nejlepší herec v hlavní roli (komedie/muzikál)

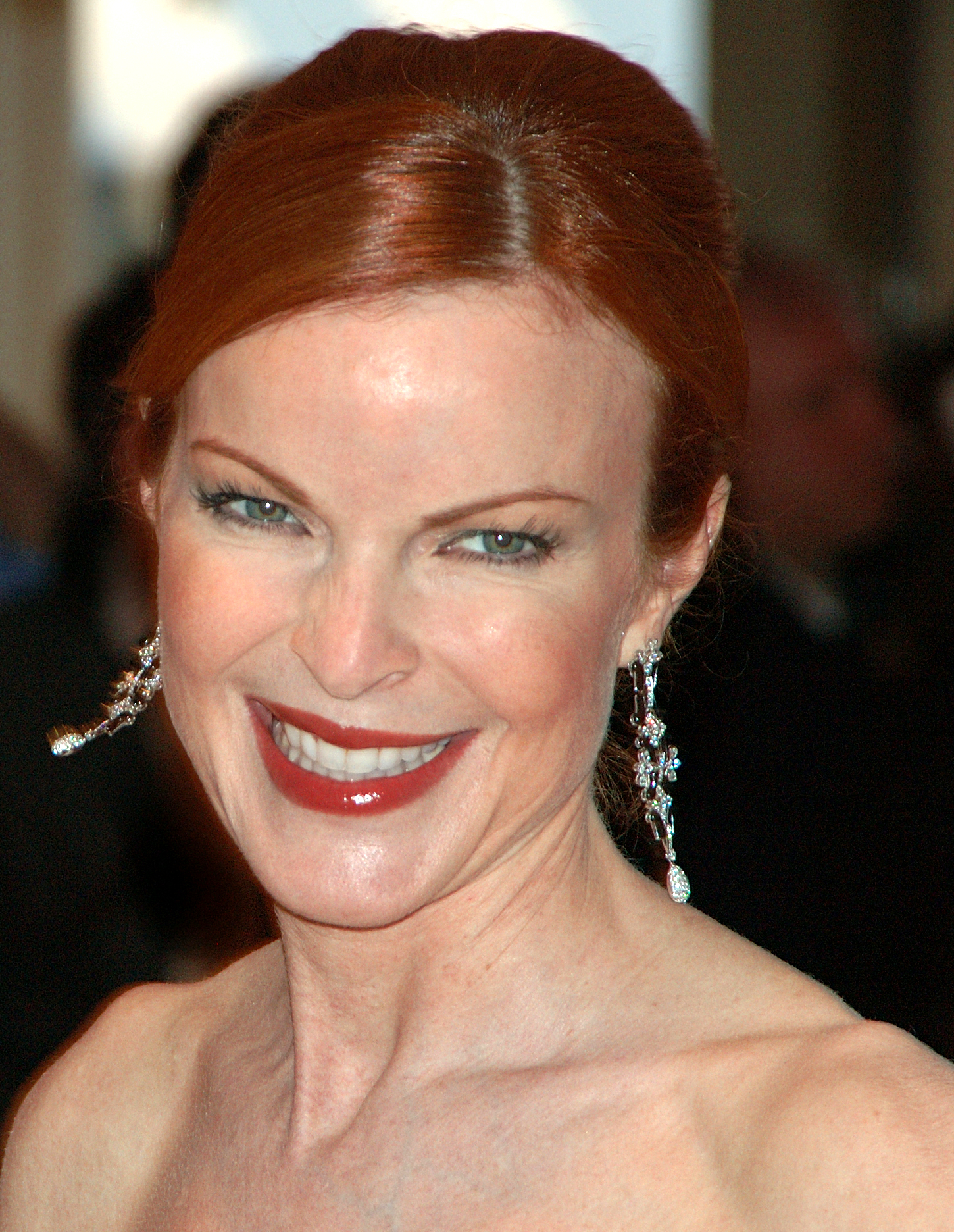
Marcia Cross, nejlepší herečka v hlavní roli (komedie/muzikál)

| Hugh Laurie jako Dr. Gregory House – Dr. House - Michael C. Hall jako Dexter Morgan – Dexter - Denis Leary jako Tommy Gavin – Zachraň mě - Bill Paxton jako Bill Henrickson – Velká láska - Matthew Perry jako Matt Albie – Studio 60 - Bradley Whitford jako Danny Tripp – Studio 60          | Kyra Sedgwick jako Brenda Leigh Johnson – Closer - Kristen Bellová jako Veronica Mars – Veronica Mars - Emily Deschanelová jako Temerance Brennan – Sběratelé kostí - Sarah Paulson jako Harriet Hayes – Studio 60 - Amanda Peet jako Jordan McDeere – Studio 60 - Jeanne Tripplehorn jako Barbara Hendrickson – Velká láska                                                       |
| Nejlepší herec (muzikál nebo komedie) | Nejlepší herečka (muzikál nebo komedie) |
| James Spader jako Alan Shore – Kauzy z Bostonu - Steve Carell jako Michael Scott – Kancl - Stephen Colbert jako on sám – The Colbert Report - Ted Danson jako Bill Hoffman – Help Me Help You - Jason Lee jako Earl Hickey – Jmenuju se Earl - James Roday jako Shawn Spencer – Agentura Jasno | Marcia Cross jako Bree Van de Kamp – Zoufalé manželky - America Ferrera jako Betty Suarez – Ošklivka Betty - Laura Kightlinger jako Jackie Woodman – The Minor Accomplishments of Jackie Woodman - Lisa Kudrow jako Valerie Cherish – Návrat na výsluní - Julia Louis-Dreyfus jako Christine Campbell – Nové trable staré Christine - Mary-Louise Parker jako Nancy Botwin – Tráva |
| Nejlepší herec (minisérie nebo TV film) | Nejlepší herečka (minisérie nebo TV film) |
| Bill Nighty jako Gideon – Gideon's Daughter - Andre Braugher jako Nick Atwater – Povolání: Zloděj - Charles Dance jako pan Tulkinghorn – Ponurý dům - Hugh Dancy jako Earl z Essexu – Královna Alžběta - Ben Kingsley jako Herman Tarnower – Paní Harrisová                                    | Judy Davisová jako Sante Kimes – Vražda je tak snadná - Gillian Anderson jako Lady Dedlock – Ponurý dům - Annette Beningová jako Jean Harris – Paní Harrisová - Helen Mirren jako Alžběta I. – Královna Alžběta - Miranda Richardson jako Stella – Gideon's Daughter |
| Nejlepší herec ve vedlejší roli | Nejlepší herečka ve vedlejší roli |
| Tony Plana jako Suarez – Ošklivka Betty - Michael Emerson jako Benjamin Linus – Ztraceni - Philip Baker Hall jako Russ – The Loop - Robert Knepper jako T-Bag Bagwell – Útěk z vězení - Jeremy Piven jako Ari Gold – Vincentův svět - Forest Whitaker jako Jon Kavanaugh – Policejní odznak    | Julie Benz jako Rita Bennett – Dexter - Fionnula Flanagan jako Rose Caffee – Braterství - Laurie Metcalf jako Carolyn Bigsby – Zoufalé manželky - Elizabeth Perkins jako Celia Hodes – Tráva - Jean Smart jako Martha Logan – 24 hodin - Vanessa Williams jako Wilhemina Slater – Ošklivka Betty                                                                                   |
| Nejlepší TV film | |
| Vražda je tak snadná - Gideon's Daughter - Muzikál ze střední - Na prahu noci - Paní Harrisová | |